# Đường tỉnh 504
Đường tỉnh 504 hay tỉnh lộ 504, viết tắt ĐT504 hay TL504, là đường tỉnh ở huyện Quảng Xương tỉnh Thanh Hóa .
Đường tỉnh 504 nối vào Quốc lộ 45 ở thôn Yên Đoài (hay Phố Lăng) xã Quảng Yên 19°44′10″B 105°43′23″Đ / 19,73611°B 105,72306°Đ
Đường đi hướng đông nam qua các xã Quảng Long, Quảng Văn, Quảng Ngọc tới xã Quảng Bình thì nối vào Quốc lộ 1.